# Lans (Saona i Loira)
Lans és un municipi francès, situat al departament de Saona i Loira i a la regió de Borgonya - Franc Comtat. L'any 2007 tenia 882 habitants.

## Demografia

### Població
El 2007 la població de fet de Lans era de 882 persones. Hi havia 312 famílies, de les quals 36 eren unipersonals (12 homes vivint sols i 24 dones vivint soles), 108 parelles sense fills, 152 parelles amb fills i 16 famílies monoparentals amb fills.
La població ha evolucionat segons el següent gràfic:
Habitants censats

### Habitatges
El 2007 hi havia 333 habitatges, 317 eren l'habitatge principal de la família, 2 eren segones residències i 14 estaven desocupats. 328 eren cases i 3 eren apartaments. Dels 317 habitatges principals, 291 estaven ocupats pels seus propietaris, 23 estaven llogats i ocupats pels llogaters i 3 estaven cedits a títol gratuït; 4 tenien dues cambres, 20 en tenien tres, 105 en tenien quatre i 188 en tenien cinc o més. 222 habitatges disposaven pel capbaix d'una plaça de pàrquing. A 102 habitatges hi havia un automòbil i a 207 n'hi havia dos o més.

### Piràmide de població
La piràmide de població per edats i sexe el 2009 era:
| Homes | Edats   | Dones |
| ----- | ------- | ----- |
| 0     | 95 o +  | 0     |
| 0     | 90 a 94 | 4     |
| 0     | 85 a 89 | 0     |
| 4     | 80 a 84 | 4     |
| 8     | 75 a 79 | 8     |
| 12    | 70 a 74 | 16    |
| 20    | 65 a 69 | 16    |
| 8     | 60 a 64 | 12    |
| 12    | 55 a 59 | 20    |
| 28    | 50 a 54 | 16    |
| 56    | 45 a 49 | 56    |
| 56    | 40 a 44 | 48    |
| 36    | 35 a 39 | 44    |
| 28    | 30 a 34 | 32    |
| 8     | 25 a 29 | 12    |
| 28    | 20 a 24 | 0     |
| 56    | 15 a 19 | 72    |
| 32    | 10 a 14 | 48    |
| 48    | 5 a 9   | 36    |
| 12    | 0 a 4   | 16    |

## Economia
El 2007 la població en edat de treballar era de 616 persones, 469 eren actives i 147 eren inactives. De les 469 persones actives 440 estaven ocupades (242 homes i 198 dones) i 29 estaven aturades (15 homes i 14 dones). De les 147 persones inactives 55 estaven jubilades, 47 estaven estudiant i 45 estaven classificades com a «altres inactius».

### Ingressos
El 2009 a Lans hi havia 323 unitats fiscals que integraven 925 persones, la mediana anual d'ingressos fiscals per persona era de 19.626 €.

### Activitats econòmiques
Dels 23 establiments que hi havia el 2007, 1 era d'una empresa alimentària, 1 d'una empresa de fabricació de material elèctric, 2 d'empreses de fabricació d'altres productes industrials, 6 d'empreses de construcció, 4 d'empreses de comerç i reparació d'automòbils, 1 d'una empresa de transport, 1 d'una empresa d'hostatgeria i restauració, 2 d'empreses immobiliàries, 1 d'una empresa de serveis, 3 d'entitats de l'administració pública i 1 d'una empresa classificada com a «altres activitats de serveis».
Dels 7 establiments de servei als particulars que hi havia el 2009, 1 era un taller de reparació d'automòbils i de material agrícola, 2 guixaires pintors, 2 lampisteries i 2 electricistes.
L'únic establiment comercial que hi havia el 2009 era una fleca.
L'any 2000 a Lans hi havia 8 explotacions agrícoles.

## Equipaments sanitaris i escolars
El 2009 hi havia 1 escola maternal i 1 escola elemental.

## Poblacions més properes
El següent diagrama mostra les poblacions més properes.